# オフィスニグンニイバ

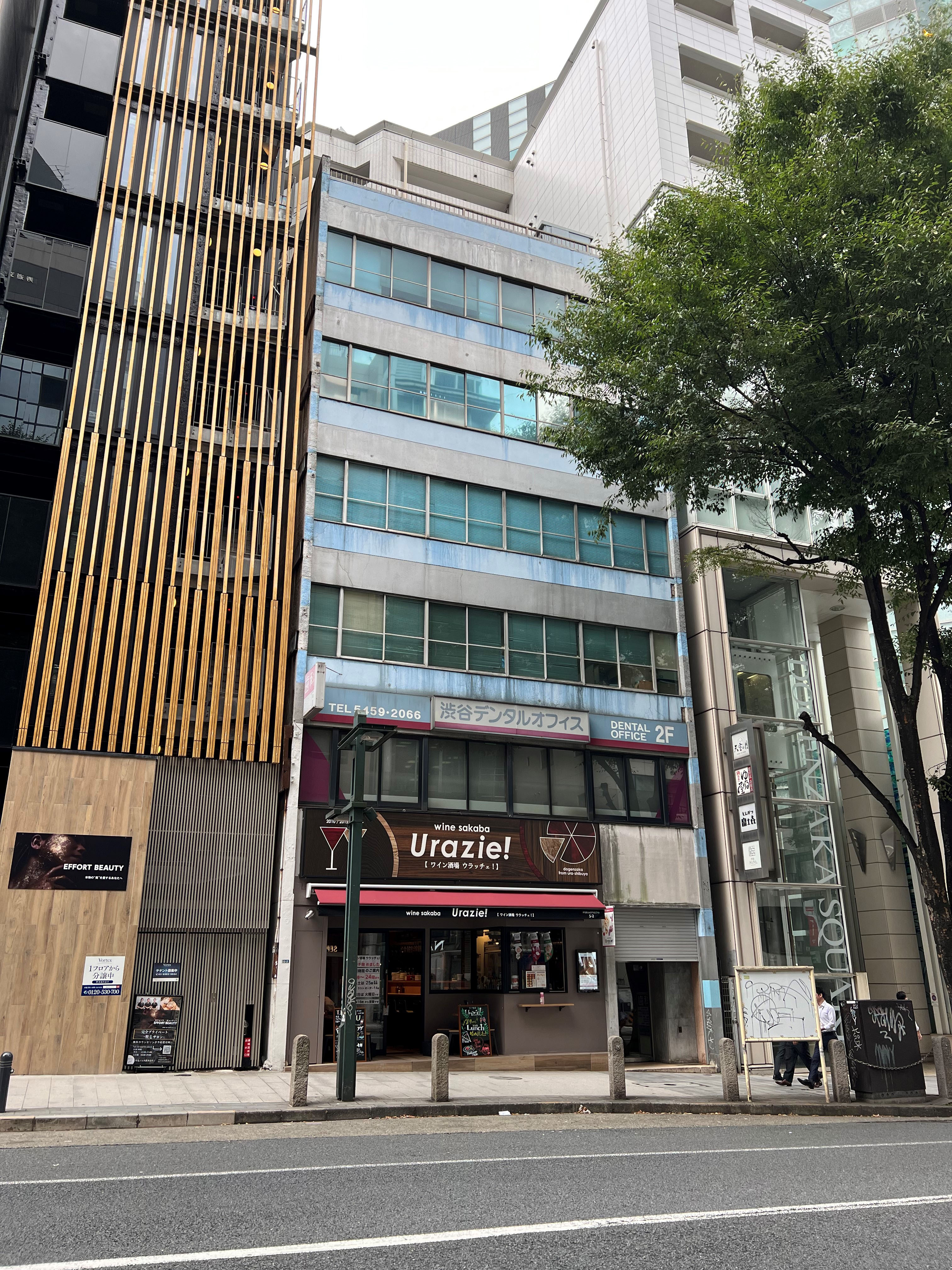
事務所が入る第二伊藤ビル

オフィスニグンニイバは、東京都渋谷区円山町5 - 2第二伊藤ビル6階にある、テレビドラマを中心に活躍する役者のマネージメント事務所として、1996年6月に設立された芸能事務所。社名のニグンニイバは漢字で書くと「新群新葉」である。
元代表の廣瀬洋二郎（2021年12月10日死去）は元サンミュージックスタッフで、同社の所属タレントであった桜井幸子と一緒に退社・独立(桜井は2009年現役引退）し所属タレントも増やし現在に至る。
関連会社に芸能プロダクションのオープンロード、俳優・タレント養成所のオープンロードアカデミーがあり、いずれも廣瀬洋二郎が生前代表を務めていた。

## 所属者
- 三貴将史
- 川岡大次郎
- 宮本聖矢
- 山本穂乃果（元乃木坂46メンバー。一旦退所して第1期オーディション受験して合格したが、デビュー前に活動辞退。のちに再入所して復帰）

## 過去の所属者
- 中沢悠里亜
- みづきまい
- 赤堀幸雄
- 片山さゆり
- 桜井幸子 - 2009年現役引退。
- 平田裕香 - 2013年1月を以て退社[2]。
- 稲村梓 - 2015年退所。
- 渡辺瞳
- 鳥羽潤
- 星野勇太
- 酒井法子 - 2021年4月30日退社。個人事務所スマイルへ移籍。